# Brad Wilk
Brad Wilk (ur. 5 września 1968 w Portland w stanie Oregon) – amerykański perkusista będący z pochodzenia niemiecko-rosyjskim Żydem. Nazwisko jego rodziny zostało zmienione z Wolf na polsko brzmiące Wilk podczas Holocaustu, gdy przodkowie muzyka emigrowali przez Polskę do Stanów Zjednoczonych.
Do 2007, do momentu zawieszenia działalności grupy, grał w zespole rockowym Audioslave. Zarówno przed, jak i po epizodzie z Audioslave Brad Wilk grał w rapcore'owym zespole Rage Against the Machine do czasu jego rozwiązania w 2000 i po jego reaktywacji w 2007. W jego grze słychać wpływy perkusisty Led Zeppelin - Johna Bonhama.
Poza tym grał na perkusji podczas koncertów charytatywnych fundacji Toma Morello (RATM, Audioslave) i Serja Tankiana (System of a Down) Axis of Justice.
W 2012 roku jako muzyk sesyjny zagrał na albumie zespołu Black Sabbath - 13 (2013).

## Filmografia
- Sound City (jako on sam, 2013, film dokumentalny, reżyseria: Dave Grohl)